# Crise constitutionnelle somalienne
La crise constitutionnelle somalienne est une crise constitutionnelle survenue en Somalie lorsque le président somalien, Hassan Sheikh Mohamoud, modifie la Constitution de la Somalie le 30 avril 2024. Le changement est fortement contesté par le président du Puntland (en), Said Abdullahi Dani, et en conséquence directe, le Puntland retire sa reconnaissance du gouvernement fédéral de la Somalie et se déclare un État indépendant sur la base de l'article 4 de la Constitution du Puntland (en).

## Contexte
Le 28 mai 2023, le président somalien Hassan Sheikh annonce son intention de mettre en œuvre le suffrage universel, en remplacement du système électoral basé sur les clans. Cette décision est prise à l'issue d'une conférence de quatre jours à Mogadiscio, où le Conseil consultatif national (NCC) convient de passer au suffrage universel direct d'ici 2024, éliminant ainsi le système électoral basé sur les clans à 4,5 %.
La crise constitutionnelle en Somalie éclate lorsque le président Hassan Sheikh Mohamoud fait pression pour que des amendements constitutionnels soient apportés afin d'étendre les pouvoirs présidentiels, ce qui peut conduire à une impasse constitutionnelle dans le pays. Cette initiative, perçue comme une tentative de centralisation de l'autorité, se déroule dans un contexte de fragile équilibre politique en Somalie. Dans ce contexte, la dynamique de partage du pouvoir en Somalie fait l'objet d'une attention accrue, ce qui suscite des inquiétudes quant à la stabilité future du pays.
La nomination par le président Mohamoud de Hussein Sheikh Mohamoud comme conseiller principal aux affaires constitutionnelles alimente également la controverse dans le cadre des débats en cours autour du processus d'amendement de la Constitution du gouvernement fédéral. Les analystes soutiennent que la poursuite unilatérale des changements constitutionnels par le président ne se concerte pas suffisamment avec les parties prenantes somaliennes cruciales, notamment les personnalités politiques, les chefs culturels et les États membres de la Fédération comme le Puntland et le Somaliland.
Le 27 novembre 2023, un groupe du Parlement fédéral somalien annonce la création du National Correction Caucus, affirmant qu'il est conçu pour protéger le cadre constitutionnel du pays. Cette action intervient après que le président Hassan Sheikh Mohamoud fasse pression pour une transition d'un système parlementaire à un système présidentiel, ce qui comprend la suppression du poste de Premier ministre et l'introduction d'un vice-président (en).
Les amendements restreignent notamment les pouvoirs du Premier ministre et introduisent des élections présidentielles directes, s'écartant du système indirect où les anciens choisissent les législateurs qui élisent ensuite le président. En outre, les amendements fixent une limite de cinq ans à l'autonomie fédérale, après quoi les dirigeants des États doivent se représenter.

### Constitution de la Somalie
Depuis 2012, la Somalie fonctionne sous une constitution provisoire qui doit initialement être finalisée par le Parlement fédéral d'ici 2016. Cette constitution est adoptée à titre provisoire par l'Assemblée nationale constituante, composée de 825 représentants de divers segments de la société. La décision de l'adopter à titre provisoire est rendue nécessaire par l'impossibilité d'organiser un référendum en raison des problèmes de sécurité persistants.
Malgré les efforts déployés par les deux administrations fédérales précédentes, la finalisation de la constitution n'est pas achevée. En mai 2023, le gouvernement somalien actuel lance un processus visant à modifier et à approuver officiellement la constitution. Cette démarche vise à relever des défis de longue date et à établir un cadre juridique complet qui reflète les aspirations de la population diversifiée de la Somalie. Ce processus est essentiel pour stabiliser les structures de gouvernance du pays et ouvrir la voie à un développement politique et social durable. Cependant, l'opposition récente de diverses personnalités et factions politiques, notamment du Puntland et d'autres parties prenantes clés, s'inquiète du caractère inclusif et transparent des efforts de réforme constitutionnelle en cours.

## Actions du Puntland

Communiqué de presse du Puntland.

L'État semi-autonome du Puntland, le plus ancien État fédéral, connu comme la "mère du fédéralisme", s'oppose fermement aux réformes constitutionnelles actuelles. Ses dirigeants estiment que plutôt que de finaliser une nouvelle constitution, les réformes ne font que modifier les chartes provisoires de la Somalie.
Le processus de changement constitutionnel suscite de nouvelles tensions entre le gouvernement fédéral et le gouvernement semi-autonome du Puntland.
Plusieurs personnalités politiques somaliennes de premier plan s'opposent également aux changements constitutionnels. Parmi elles figurent l'ancien président Sharif Sheikh et son Premier ministre Abdiweli Gaas, l'ancien Premier ministre Omar Abdirashid et Abdirahman Farole, ancien président du Puntland et actuel sénateur de Nugal. Ces cinq personnalités sont les signataires originaux des chartes provisoires en 2012.
D'autres personnalités politiques de l'opposition, comme l'ancien Premier ministre Hassan Ali Khayre et le membre de la Chambre du peuple Abdirahman Abdishakur (en), qui fait office d'envoyé présidentiel pour la sécheresse, soutiennent que l'amplification des pouvoirs présidentiels pourrait potentiellement saper le rôle du Premier ministre en tant que frein.
Le 8 janvier 2024, des élections au Puntland (en) ont lieu, lors desquelles le président Said Abdullahi Deni est réélu et toute l'opposition participe à l'investiture du président du Puntland.

### Déclaration d'indépendance du Puntland
Le 31 janvier 2024, le Puntland annonce son retrait du système fédéral. Les cabinets du Puntland, lors de leur réunion d'urgence, déclarent leur intention de gouverner de manière indépendante jusqu'à ce que les amendements constitutionnels proposés par le gouvernement central soient ratifiés par un référendum national.
Le Puntland accuse également le président Hassan Sheikh Mohamoud d'avoir violé la constitution et d'avoir perdu sa légitimité.
Le refus du Puntland suscite des inquiétudes quant à la nature précipitée du processus d'amendement et au manque de participation réelle du public. Le retrait du Puntland du système fédéral souligne le mécontentement croissant à l'égard de l'approche du gouvernement central en matière de gouvernance et de réformes constitutionnelles.
Mohamud Aidid Dirir, ministre de l'information du Puntland, accuse le président Hassan Sheikh Mohamoud de "rassembler l'autorité entre ses mains". C'est la deuxième fois que le Puntland coupe les ponts avec l'administration d'Hassan Sheikh Mohamoud. En janvier 2023, le gouvernement du Puntland a annoncé qu'il agirait indépendamment du gouvernement fédéral jusqu'à l'achèvement de la constitution par référendum.
Le 3 avril 2024, le différend entre le Puntland et le gouvernement fédéral s'intensifie lorsque le ministre des Finances du Puntland rencontre des représentants du ministère éthiopien des Affaires étrangères à Addis-Abeba, en Éthiopie, pour discuter de la coopération commerciale. Cette réunion n'est pas coordonnée avec le gouvernement fédéral somalien.

## Actions du Somaliland
Contrairement au Puntland, la région séparatiste du Somaliland se distancie fermement de ces amendements. Les autorités du Somaliland maintiennent qu'elles n'ont jamais été parties à la constitution utilisée par la Somalie, soulignant ainsi leur séparation de longue date du cadre juridique du gouvernement central.
Ali Hassan Mohamed (en), ministre de l'Information du Somaliland, réitère la position de la région, affirmant que les résultats de Mogadiscio n'ont aucune influence sur elle. Il mentionne le rejet historique de la constitution somalienne par le Somaliland, qui remonte à la création de la nation en 1960. Mohamed souligne que les intérêts du Somaliland se situent en dehors de la politique de Mogadiscio, soulignant le désir d'éviter d'exacerber les divisions politiques existantes au sein de la Somalie.
Le Somaliland a proclamé son indépendance de la Somalie en 1991, mais sa souveraineté n'est toujours pas reconnue au niveau international. Malgré cela, le Somaliland a cherché à conclure des accords avec des pays voisins comme l'Éthiopie, dans le but d'obtenir une reconnaissance éventuelle en tant qu'État souverain.
Le 1er janvier 2024, le Somaliland et l'Éthiopie signent un mémorandum d'entente aggravant la crise constitutionnel, prévoyant la concession à l'Éthiopie d'un bail de cinquante ans sur le port en eau profonde de Berbera et l'installation d'une base militaire éthiopienne au Somaliland en échange, selon le gouvernement d'Hargeisa, d'une reconnaissance diplomatique éthiopienne du Somaliland et de parts dans la compagnie aérienne Ethiopian Airlines. La Somalie rappelle alors son ambassadeur à Addis-Abeba, dénonçant cet accord comme illégal car violant son intégrité territoriale.

## Chronologie des événements
Le 19 mars 2024, plus de 70 membres des deux chambres du parlement fédéral s'opposent fermement aux projets du président Hassan Sheikh Mohamoud de modifier la constitution provisoire du pays à la suite d'une réunion à Mogadiscio.
Le 29 mars 2024, Human Rights Watch exhorte et recommande dans une déclaration que le Parlement fédéral somalien rejette tout amendement constitutionnel proposé qui pourrait affaiblir les garanties des droits des enfants. Laetitia Bader, directrice adjointe de la division Afrique de Human Rights Watch, déclare que "le parlement somalien devrait résister aux efforts visant à affaiblir les protections constitutionnelles pour les enfants, en particulier les filles". "Les donateurs de la Somalie devraient faire pression sur le gouvernement pour qu'il donne suite à ses déclarations selon lesquelles il prend des mesures importantes pour respecter ses engagements internationaux en matière de droits humains. Le parlement somalien semble prêt à adopter des amendements à la constitution du pays qui pourraient soumettre des générations d'enfants à des pratiques néfastes", ajoute-t-elle. "La réforme constitutionnelle devrait plutôt aider le gouvernement à mieux protéger les droits des enfants."
Le 30 mars 2024, le parlement fédéral somalien approuve plusieurs changements constitutionnels que le gouvernement considère comme nécessaires pour établir un système politique stable.
Le 31 mars 2024, le Puntland déclare qu'il s'est retiré du système fédéral et qu'il se gouvernera de manière indépendante jusqu'à ce que les amendements constitutionnels soient adoptés par le gouvernement central et approuvés lors d'un référendum national.
Le 3 avril 2024, le gouvernement fédéral somalien ordonne à l'ambassadeur d'Éthiopie de quitter le pays dans les 72 heures, et ordonne la fermeture des consulats d'Éthiopie au Somaliland et au Puntland. Les diplomates et le personnel doivent quitter les lieux dans un délai d'une semaine.
Le 9 mai 2024, Isha Dyfan (en), avocate sierra-léonaise représentant l'expert des Nations unies sur les droits de l'homme en Somalie, visite le pays pendant cinq jours. Au cours de sa visite, elle évoque l'importance du dialogue et de l'accord entre les dirigeants politiques somaliens pour améliorer la constitution provisoire du pays.

## Élections au Jubaland
Le 9 novembre 2024, le président du Jubaland, Ahmed Mohamed Islam, nomme le comité électoral du Jubaland, mais le ministère fédéral de l'Intérieur somalien n'est pas d'accord avec cette décision. Le ministère déclare que le nouveau comité n'a pas été approuvé par le gouvernement fédéral et demande aux clans locaux du Jubaland de "se lever et de se battre pour leurs droits".
Le 10 novembre 2024, le Jubaland décide de rompre ses liens avec le gouvernement fédéral somalien. Cela se produit parce que la Mission de transition de l'Union africaine en Somalie (en) (ATMIS) refuse la demande du gouvernement fédéral de prendre le contrôle du port de Kismaayo par la force.
Le 20 novembre 2024, la communauté internationale exprime son inquiétude face à la tension croissante entre le gouvernement fédéral somalien et l'État du Jubaland. Ils exhortent les deux parties à s'engager dans un dialogue inclusif afin de résoudre les différends électoraux et exhortent le Jubaland à reprendre les pourparlers et à rétablir les liens afin d'éviter une nouvelle escalade.
Le 27 novembre 2024, le tribunal régional de Banaadir à Mogadiscio, en Somalie, émet un mandat d'arrêt contre le président du Jubaland, Ahmed Madobe, l'accusant de trahison et de violation de la constitution. En réponse, le tribunal régional de Kismaayo, au Jubaland, annonce une récompense de 100 000 $ pour l'arrestation du président somalien Hassan Sheikh Mohamoud, l'accusant de trahison, d'atteinte à l'unité nationale et de conspiration avec la milice Al-Shabaab,.